# Линден (Гайана)
Линден (англ. Linden) — второй по величине город государства Гайана, административный центр региона Аппер-Демерара-Бербис.

## География
Город расположен на реке Демерара, в 105 км к югу от столицы страны города Джорджтаун.

## История
В начале XX века в этой местности вообще не было никаких поселений. В 1913 году американский геолог Джордж Байн Маккензи обнаружил здесь залежи бокситов. В 1914 году он приобрёл здесь землю, и заложил шахту, а также приобрёл деревянные баржи для вывоза добытой руды. В 1916 году была создана компания «Demerara Bauxite Company Limited» (DEMBA). В результате её деятельности в последующие десятилетия произошло промышленное развитие территории, и возникло поселение, получившее название «Маккензи».
В 1970 году, когда Гайана была провозглашена «кооперативной республикой», селения Маккензи, Висмар и Кристианбург были объединены в город, получивший название «Линден» — по первому из имён премьер-министра страны Линдона Форбса Сампсона Бёрнхема.

## Население
В 2002 году население Линдена составляло 29 298 человек.

## Экономика
Экономика города по-прежнему связана в основном с добычей бокситов.